# Nezamyslice (ort i Tjeckien, Olomouc)
Nezamyslice är en köping i Tjeckien.   Den ligger i regionen Olomouc, i den östra delen av landet, 220 km öster om huvudstaden Prag. Nezamyslice ligger 207 meter över havet och antalet invånare är 1 278.
Terrängen runt Nezamyslice är huvudsakligen platt. Nezamyslice ligger nere i en dal.Runt Nezamyslice är det ganska tätbefolkat, med 70 invånare per kvadratkilometer. Närmaste större samhälle är Prostějov, 16,9 km norr om Nezamyslice. Trakten runt Nezamyslice består till största delen av jordbruksmark.